# Franck Montagny
Franck Montagny (Feurs, 1978. január 5. –) francia autóversenyző, a 2001-es és 2003-as World Series by Nissan-sorozat bajnoka. Több Formula–1-es istálló alkalmazta, mint tesztpilóta, a 2006-os szezonban a Super Aguri csapatának versenyzője volt.

## Pályafutása
1988 és 1994 között különböző gokart-versenyeken indult. 1994-ben debütált a formulaautós versenyzésben. Ebben az évben megnyerte a francia Formula Renault Campus-sorozatot. A következő két évet a francia Formula–Renault-bajnokságban töltötte. Az 1995-ös szezont negyedikként, majd a 96-os idényt hatodikként zárta.
1997-ben és 1998-ban a francia Formula–3-as sorozat futamain vett részt. Első évében negyedik lett a pontversenyben, a 98-as szezonban viszont másodikként végzett, mindössze három pontos hátrányban a bajnok David Saelens mögött. Ebben a két évben részt vett olyan versenyeken, mint a Masters of Formula–3, vagy a makaói nagydíj.
1998-ban debütált a Le Mans-i 24 órás viadalon. A futamot Henri Pescarolo és Olivier Grouillard váltótársaként teljesítette; hármasuk a tizenötödik helyen ért célba.
1999-ben és 2000-ben a nemzetközi Formula–3000-es sorozatban versenyzett. Legjobb eredménye egy harmadik helyezés volt az 1999-es magyar futamon.
2001 és 2003 között a World Series by Nissan-szériában szerepelt. 2001-ben Tomas Scheckter, 2003-ban pedig Heikki Kovalainen előtt szerezte meg a bajnoki címet. A 2002-es szezonban négy futamgyőzelmet is szerzett, azonban így is alulmaradt Ricardo Zonta-val szemben.

### Formula–1

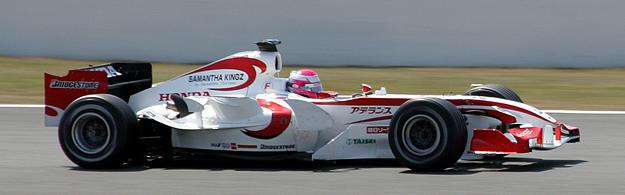
Franck a 2006-os francia nagydíjon

2003-ban a Formula–1-es Renault-istálló tesztpilótája volt Allan McNish mellett. A versenyek pénteki tesztnapján rendre McNish szerepelt, Franck csak a francia nagydíjon kapott ilyen lehetőséget. 2004-re már ő lett a csapat harmadik számú versenyzője.
2005-re is maradt a Renault tesztpilótája, rövid időre azonban a Jordan alakulatánál is betöltötte ezt a szerepet az évben.
2006-ban a Super Aguri teszt- és tartalékversenyzője lett. Az FIA nyomására a san marinó-i nagydíj után Ide Júdzsit, a csapat versenyzőjét az alakulat visszaminősítette tesztpilótává. Helyét Franck kapta meg, aki így az európai nagydíjon debütálhatott a világbajnokságon. Az időmérő edzést utolsóként zárta, a futamon pedig technikai problémák miatt nem ért célba. További hat versenyen indult, majd a német nagydíjtól már a japán Jamamoto Szakon kapott lehetőséget. Ebben az évben részt vett a Le Mans-i 24 órás viadalon is, ahol két váltótársával, Eric Hélary-vel és Sébastien Loebel másodikként értek célba.
Még 2006 szeptemberében kipróbálhatta a Toyota-istálló autóját Silverstone-ban. 2007-ben pedig a csapat tesztpilótája volt.

### Formula–1 után

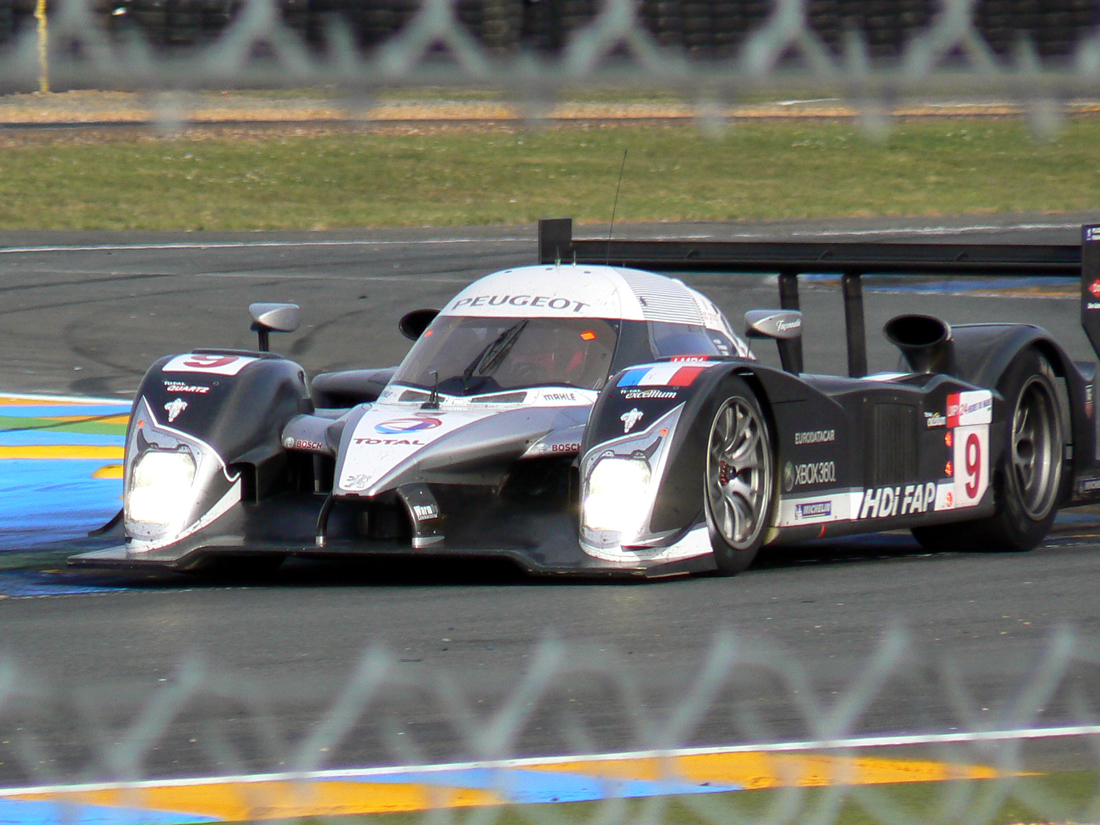
A Peugeot csapat autójában a 2008-as Le Mans-i 24 óráson

Négy futamon képviselte hazája csapatát a 2007–2008-as A1 Grand Prix-sorozatban.
2008-ban részt vett a IndyCar-széria Long Beach-i futamán, ahol másodikként ért célba, továbbá az amerikai Le Mans-széria hét versenyén is indult ebben az évben. James Rossiter társaként győzött Detroitban, valamint Tony Kanaanal harmadik lett Monterey-ben. A következő két évben három viadalon állt rajthoz a sorozatban. 2009-ben második lett a Sebringi 12 óráson és első a Petit Le Mans-on. 2010-ben újfent megnyerte a Petit Le Mans-t, és az FC Girondins de Bordeaux labdarúgócsapat autójával több versenyen is részt vett a Superleague Formula-sorozatban.
2008 óta a Peugeot gyári alakulatának tagja a Le Mans-i 24 órás viadalokon. A 2008-as futamon Christian Klien és Ricardo Zonta váltótársaként harmadikként, egy évvel később Stéphane Sarrazin és Sébastien Bourdais társaként pedig másodikként ért célba.

## Eredményei
Le Mans-i 24 órás autóverseny
| Év   | Csapat                 | Autó                   | Csapattárs         | Csapattárs         | Helyezés | Kiesés oka |
| ---- | ---------------------- | ---------------------- | ------------------ | ------------------ | -------- | ---------- |
| 1998 | Courage Compétition    | Courage C36            | Henri Pescarolo    | Olivier Grouillard | 15.      |            |
| 1999 | Team DAMS              | Lola B98/10            | Christophe Tinseau | David Terrien      | Kiesett  | Motorhiba  |
| 2000 | Team DAMS              | Cadillac Northstar LMP | Emmanuel Collard   | Éric Bernard       | 19.      |            |
| 2001 | Viper Team ORECA       | Chrysler LMP           | Stéphane Sarrazin  | Yannick Dalmas     | Kiesett  | Motorhiba  |
| 2002 | PlayStation Team ORECA | Dallara SP1            | Stéphane Sarrazin  | Nicolas Minassian  | 6.       |            |
| 2005 | Audi Playstation ORECA | Audi R8                | Jean-Marc Gounon   | Stéphane Ortelli   | 4.       |            |
| 2006 | Pescarolo Sport        | Pescarolo C60          | Eric Hélary        | Sébastien Loeb     | 2.       |            |
| 2008 | Team Peugeot Total     | Peugeot 908 HDi FAP    | Christian Klien    | Ricardo Zonta      | 3.       |            |
| 2009 | Team Peugeot Total     | Peugeot 908 HDi FAP    | Stéphane Sarrazin  | Sébastien Bourdais | 2.       |            |
| 2010 | Team Peugeot Total     | Peugeot 908 HDi FAP    | Stéphane Sarrazin  | Nicolas Minassian  | Kiesett  | Motorhiba  |

Teljes eredménylistája a nemzetközi Formula–3000-es sorozaton
(Táblázat értelmezése)

(Félkövér: pole-pozícióból indult; dőlt: leggyorsabb kört futott) 

| Év   | Csapat | 1      | 2     | 3      | 4      | 5     | 6      | 7      | 8      | 9      | 10     | Helyezés | Pont |
| ---- | ------ | ------ | ----- | ------ | ------ | ----- | ------ | ------ | ------ | ------ | ------ | -------- | ---- |
| 1999 | DAMS   | SMR 10 | MON 9 | ESP Ki | FRA 7  | GBR 6 | AUT 12 | GER 6  | HUN 3  | BEL Ki | NÜR 9  | 12.      | 6    |
| 2000 | DAMS   | SMR Ki | GBR 7 | ESP 6  | NÜR Ki | MON 6 | FRA 4  | AUT 17 | GER Ki | HUN 12 | BEL Ki | 15.      | 5    |

Teljes eredménylistája az amerikai Le Mans-szériában
(Táblázat értelmezése)

(Félkövér: pole-pozícióból indult; dőlt: leggyorsabb kört futott) 

| Év   | Csapat                | Kategória | Modell                 | Motor                                    | Gumi | 1                | 2   | 3   | 4                | 5                | 6                  | 7                 | 8                | 9                | 10                | 11               | 12  | Helyezés | Pont |
| ---- | --------------------- | --------- | ---------------------- | ---------------------------------------- | ---- | ---------------- | --- | --- | ---------------- | ---------------- | ------------------ | ----------------- | ---------------- | ---------------- | ----------------- | ---------------- | --- | -------- | ---- |
| 1999 | DAMS                  | LMP       | Lola B98/10            | Judd GV4 4.0 L V10                       | P    | SEB              | ATL | MOS | SON              | POR              | PET össz:Ki kat:Ki | MON               | LSV              |                  |                   |                  |     | -        | 0    |
| 2000 | Motorola DAMS         | LMP       | Cadillac Northstar LMP | Cadillac Northstar 4.0 L Turbo V8        | P    | SEB              | CHA | SIL | NÜR össz:5 kat:5 | SON              | MOS                | TEX               | ROS              | PET              | MON               | LSV              | ADE | 40.      | 20   |
| 2008 | Andretti Green Racing | LMP2      | Acura ARX-01b          | Acura 3.4L V8                            | M    | SEB              | STP | LNB | UTA              | LIM össz:6 kat:5 | MID össz:14 kat:7  | AME össz:11 kat:7 | MOS össz:6 kat:4 | DET össz:1 kat:1 | PET össz:16 kat:7 | MON össz:3 kat:1 |     | 11.      | 90   |
| 2009 | Team Peugeot Total    | LMP1      | Peugeot 908 HDi FAP    | Peugeot HDi 5.5 L Turbo V12 (Dízelmotor) | M    | SEB össz:2 kat:2 | STP | LNB | UTA              | LIM              | MID                | AME               | MOS              | PET össz:1 kat:1 | MON               |                  |     | 9.       | 56   |
| 2010 | Team Peugeot Total    | LMP1      | Peugeot 908 HDi FAP    | Peugeot HDi 5.5 L Turbo V12 (Dízelmotor) | M    | SEB              | LNB | MON | UTA              | LIM              | MID                | AME               | MOS              | PET össz:1 kat:1 |                   |                  |     | -        | 0    |

Teljes Formula–1-es eredménysorozata
(Táblázat értelmezése)

(Félkövér: pole-pozícióból indult; dőlt: leggyorsabb kört futott) 

| Év   | Csapat      | Modell           | Motor       | 1   | 2   | 3   | 4   | 5      | 6      | 7      | 8      | 9      | 10     | 11     | 12  | 13  | 14     | 15     | 16     | 17     | 18     | 19  | Helyezés | Pont |
| ---- | ----------- | ---------------- | ----------- | --- | --- | --- | --- | ------ | ------ | ------ | ------ | ------ | ------ | ------ | --- | --- | ------ | ------ | ------ | ------ | ------ | --- | -------- | ---- |
| 2003 | Renault     | Renault R23      | Renault V10 | AUS | MAL | BRA | SMR | ESP    | AUT    | MON    | CAN    | EUR    | FRA Tp | GBR    | GER | HUN | ITA    | USA    | JPN    |        |        |     | -        | -    |
| 2005 | Jordan      | Jordan EJ15      | Toyota V10  | AUS | MAL | BHR | SMR | ESP    | MON    | EUR Tp | CAN    | USA    | FRA    | GBR    | GER | HUN | TUR    | ITA    | BEL    | BRA    | JPN    | CHN | -        | -    |
| 2006 | Super Aguri | Super Aguri SA05 | Honda V8    | BHR | MAL | AUS | SMR | EUR Ki | ESP Ki | MON 16 | GBR 18 | CAN Ki | USA Ki | FRA 16 |     |     |        |        |        |        |        |     | 27.      | 0    |
| 2006 | Super Aguri | Super Aguri SA06 | Honda V8    |     |     |     |     |        |        |        |        |        |        |        | GER | HUN | TUR Tp | ITA Tp | CHN Tp | JPN Tp | BRA Tp |     | 27.      | 0    |

Teljes IndyCar-eredménysorozata
(Táblázat értelmezése)

(Félkövér: pole-pozícióból indult; dőlt: leggyorsabb kört futott) 

| Év   | Csapat          | 1   | 2   | 3      | 4     | 5   | 6    | 7   | 8   | 9   | 10  | 11  | 12  | 13  | 14     | 15  | 16  | 17  | 18  | 19  | Helyezés | Pont |
| ---- | --------------- | --- | --- | ------ | ----- | --- | ---- | --- | --- | --- | --- | --- | --- | --- | ------ | --- | --- | --- | --- | --- | -------- | ---- |
| 2008 | Forsythe/Pettit | HMS | STP | MOT Ni | LBH 2 | KAN | INDY | MIL | TXS | IOW | RIR | WGL | NSH | MDO | EDM    | KTY | SNM | DET | CHI | SRF | -        | -    |
| 2009 | Andretti Green  | STP | LBH | KAN    | INDY  | MIL | TXS  | IOW | RIR | WGL | TOR | EDM | KTY | MDO | SNM 20 | CHI | MOT | HMS |     |     | 38.      | 12   |

Teljes Superleague Formula-eredménysorozata
(Táblázat értelmezése)

(Félkövér: pole-pozícióból indult; dőlt: leggyorsabb kört futott) 

| Év   | Csapat                | Kiszolgáló     | 1   | 1   | 1   | 2   | 2   | 2   | 3   | 3   | 3   | 4   | 4   | 4   | 5   | 5   | 5   | 6   | 6   | 6   | 7   | 7   | 7   | 8   | 8   | 8   | 9   | 9   | 9   | 10  | 10  | 10  | 11  | 11  | 11  | 12  | 12  | 12  | Helyezés | Pont |
| ---- | --------------------- | -------------- | --- | --- | --- | --- | --- | --- | --- | --- | --- | --- | --- | --- | --- | --- | --- | --- | --- | --- | --- | --- | --- | --- | --- | --- | --- | --- | --- | --- | --- | --- | --- | --- | --- | --- | --- | --- | -------- | ---- |
| 2010 | Girondins de Bordeaux | Barazi-Epsilon | SIL | SIL | SIL | ASS | ASS | ASS | MAG | MAG | MAG | JAR | JAR | JAR | NÜR | NÜR | NÜR | ZOL | ZOL | ZOL | BRH | BRH | BRH | ADR | ADR | ADR | POR | POR | POR | LOS | LOS | LOS | TBA | TBA | TBA | TBA | TBA | TBA | 11.      | 372  |
| 2010 | Girondins de Bordeaux | Barazi-Epsilon | D   | 8   | X   | 14  | 3   | X   | 10  | 14  | X   | 17  | 1   | X   | 15  | 2   | X   |     |     |     | 5   | 14  | X   |     |     |     |     |     |     |     |     |     |     |     |     |     |     |     | 11.      | 372  |

## Fordítás
- Ez a szócikk részben vagy egészben  a   Franck Montagny című angol Wikipédia-szócikk fordításán alapul.  Az eredeti cikk szerkesztőit annak laptörténete sorolja fel. Ez a jelzés csupán a megfogalmazás eredetét és a szerzői jogokat jelzi, nem szolgál a cikkben szereplő információk forrásmegjelöléseként.